# Eddie Carpenter
Everard "Eddie" Lorne Carpenter, ameriški profesionalni hokejist, * 15. junij 1890, Hartford, Michigan, ZDA, † 30. april 1963, Winnipeg, Manitoba, Kanada. 
Igral je na položaju branilca za NHL moštvi Quebec Bulldogs and Hamilton Tigers.

## Kariera
Čeprav se je rodil v Michiganu, je odraščal v Lachuteju, Quebec. V Lachuteju so namreč živeli njegovi starši, dokler se niso leta 1913 preselili v Red Deer, Alberta. 
Eddie se je leta 1909 preselil v Port Arthur, Ontario, da bi tam delal za Kanadsko severno železnico. Leta 1910 je igral za polprofesionalno moštvo Port Arthur Thunder Bays, v sezonah 1910/11 in 1911/12 pa za Port Arthur Lake City. Moštvo, v katerem je bil tudi Jack Walker, je osvojilo Prvenstvo zahodne Kanade. 16. marca 1911 je nato igralo za Stanleyjev pokal proti NHA moštvu Ottawa Hockey Club, a izgubilo. Carpenter je zatem zastopal barve dveh profesionalnih moštev lige Maritime Professional Hockey League, Moncton Victorias in New Glasgow Black Foxes. Z moštvom Seattle Metropolitans je Carpenter leta 1917 osvojil Stanleyjev pokal. Zatem je dve sezoni igral v ligi NHL, za moštvi Quebec Bulldogs in Hamilton Tigers. 
Potem ko se je leta 1921 upokojil od profesionalnega igranja hokeja na ledu, je postal pomočnik, trener in direktor moštva Port Arthur Lake City, ki je v sezonah 1924/25 in 1925/26 osvojilo Pokal Allan. Deloval je tudi kot lokalni politik v mestu Port Arthur. Okoli leta 1945 se je preselil v Winnipeg. Delal je kot lokomotivski inženir za Kanadske narodne železnice in se okoli leta 1954 popolnoma upokojil. 

### Pregled kariere
Odebeljeno - reprezentančni nastopi, glej tudi Statistika pri hokeju na ledu.
| Moštvo                   | Liga             | Sezona |    | Redni del | Redni del | Redni del | Redni del | Redni del | Redni del |   | Končnica | Končnica | Končnica | Končnica | Končnica | Končnica |
| ------------------------ | ---------------- | ------ | -- | --------- | --------- | --------- | --------- | --------- | --------- | - | -------- | -------- | -------- | -------- | -------- | -------- |
| Moštvo                   | Liga             | Sezona | OT | G         | P         | T         | +/-       | KM        | OT        | G | P        | T        | +/-      | KM       |          |          |
| Port Arthur Thunder Bays | NOHL             | 09/10  |    | 13        | 2         | 0         | 2         |           | 51        |   |          |          |          |          |          |          |
| Port Arthur Lake City    | NOHL             | 10/11  |    | 14        | 6         | 0         | 6         |           | 54        |   | 2        | 0        | 0        | 0        |          | 18       |
| Port Arthur Lake City    | Stanleyjev pokal | 10/11  |    |           |           |           |           |           |           |   | 1        | 1        | 0        | 1        | 0        | 0        |
| Port Arthur Lake City    | NOHL             | 11/12  |    | 15        | 2         | 0         | 2         |           | 39        |   | 2        | 0        | 0        | 0        |          | 3        |
| Moncton Victorias        | MPHL             | 12/13  |    | 14        | 6         | 0         | 6         |           | 17        |   |          |          |          |          |          |          |
| New Glasgow Black Foxes  | MPHL             | 13/14  |    | 19        | 8         | 0         | 8         |           | 37        |   | 2        | 0        | 0        | 0        |          | 7        |
| Toronto Blueshirts       | NHA              | 14/15  |    | 19        | 1         | 0         | 1         |           | 63        |   |          |          |          |          |          |          |
| Seattle Metropolitans    | PCHA             | 15/16  |    | 18        | 6         | 4         | 10        |           | 17        |   |          |          |          |          |          |          |
| PCHA moštvo zvezd        | Ekshib.          | 15/16  |    | 3         | 0         | 0         | 0         |           | 3         |   |          |          |          |          |          |          |
| Seattle Metropolitans    | PCHA             | 16/17  |    | 24        | 5         | 3         | 8         |           | 19        |   |          |          |          |          |          |          |
| Seattle Metropolitans    | Stanleyjev pokal | 16/17  |    |           |           |           |           |           |           |   | 4        | 0        | 0        | 0        | 0        | 3        |
|                          |                  |        |    |           |           |           |           |           |           |   |          |          |          |          |          |          |
| Quebec Bulldogs          | NHL              | 19/20  |    | 24        | 8         | 4         | 12        |           | 24        |   |          |          |          |          |          |          |
| Hamilton Tigers          | NHL              | 20/21  |    | 21        | 2         | 1         | 3         |           | 17        |   |          |          |          |          |          |          |
| Skupaj                   |                  |        |    | 184       | 46        | 12        | 58        |           | 341       |   | 11       | 1        | 0        | 1        | 0        | 31       |